# 길리아드
길리아드 ( Gilead )는 미국 작가인 마릴린 로빈슨이 2004년에 쓴 소설이다.  그녀는 이 작품으로 2005년에 퓰리처상 픽션 부문상을 수여했다. 로빈슨의 하우스키핑 다음으로 두번째 소설이다. 존 에임스 목사의 소설적 자서전으로 아이오와주 길리아드 타운에 있는 회중교회 담임으로 심장질환을 앓고 있다.  소설 중 에임스는 1880년생으로 글을 쓸 당시는 76세이다.

## 길리아드의 의미
길리아드는 구약성경 창세기 31장 21절에 나오며 '고백의 언덕'이란 뜻으로 아이오와주의 타보르라는 실제 도시를 의미한다.  이 지역은 노예제 폐지운동으로 유명한 도시이다.  마찬가지로 나레이터의 조부는 타보르 지역의 회중교회 목사인 존 토드의 실제 이야기에 근거하고 있다.

## 번역본
- 《길리아드》 공경희역, 지식의 날개, 2006년 9월 15일

## 신학
저자 메릴린 로빈슨은 이 작품 내용 중 신학적인 인용을 할 때 장 칼뱅의 기독교 강요를 인용하였는 데, 그 이유에 대해 그녀의 신학이 그 곳에서 왔으며 의도적이었다고 주장하였다. 그녀는 또한 아이작 와츠의 찬송시가 회중교회의 전통에 기여한 것을 언급하며, 그가 아이작 뉴턴에 의해 영향을 받았음도 지적하였다.